# Consolata Betrone
Maria Consolata Betrone, gebürtig Pierina Betrone (* 6. April 1903 in Saluzzo, Piemont, Italien; † 18. Juli 1946 im Kloster Sacro Cuore von Moriondo Moncalieri (Turin), Italien) war eine italienische Nonne der Kapuziner und eine Mystikerin.

## Leben
Pierina Betrone trat im Jahr 1929 dem Orden der Kapuzinerinnen in Turin bei und nahm am 28. Februar 1930 zur Einkleidung den Ordensnamen Maria Consolata an. Ihre Profess legte sie am 8. April 1934 ab. Seit ihrer Einkleidung hatte sie mystische Erfahrungen, insbesondere Visionen des Heiligsten Herzen Jesu. Auf Schwester Consolata geht die in der modernen Volksfrömmigkeit sehr populäre Anrufung Jesus, Maria ich liebe Euch, rettet Seelen zurück. In der katholischen Askese gilt sie als Nachfolgerin der Hl. Theresia vom Kinde Jesu und ihrem Kleinen Weg.

## Seligsprechungsprozess
Der Seligsprechungsprozess wurde am 8. Februar 1995 begonnen.